# LG이노텍
LG이노텍(LG Innotek)은 대한민국의 전자부품 제조 회사로 LG그룹의 계열사이다. 카메라 모듈, 반도체/디스플레이 기판, 차량용 전장부품, IoT 부품 등을 만드는 코스피 상장 기업이다. 본사는 서울특별시 강서구 마곡중앙10로 30 (마곡동)에 있다.

## 역사
LG이노텍의 모태는 1970년 8월 세워진 국내 최초의 종합 전자부품회사인 ‘금성알프스전자’이다. 1995년 1월 LG전자부품(주)으로 상호를 변경했고 1998년 11월 LG C&D(주)로 상호를 변경했다. 1999년 3월 방산사업을 영위하던 LG정밀(주)과 LG C&D(주)가 합병하여 LG정밀(주)이 존속법인이 됐다. 2000년 5월에 LG이노텍(주)으로 사명을 변경했다. 2004년 7월 시스템 사업부(방산사업)를 매각하고 전자부품사업에 집중했다. 2009년 7월 LG마이크론을 흡수 합병해 디스플레이•반도체 기판소재 분야로 사업을 확대했다. 이후 사업구조 고도화를 통해 스마트폰용 카메라모듈, 디스플레이 부품, 차량 전장부품, 반도체 기판 등에서 두각을 나타내며 최첨단 소재•부품기업으로서 입지를 강화해 나가고 있다.
LG이노텍은 1971년 국내 최초로 TV용 튜너를 생산하고 1983년 VCR 헤드 드럼을 생산했다. 1990년부터 소형 정밀모터 등 고부가가치제품 생산을 시작하며 성장에 박차를 가했다. 1994년 중국 후이저우 법인과 미국 판매법인을 설립해 글로벌 시장 공략 전초 기지를 마련했다. 1995년 품질경영시스템 국제표준 인증인 ISO9001과 ISO9002를 획득해 글로벌 수준 품질기반을 갖췄다. 1999년 7월 국내 최초로 지상방송수신용 디지털튜너를 개발했다.
2000년대에 들어 글로벌 생산 거점을 확대하고 모바일, 디스플레이, 네트워크 부품으로 사업 영역을 넓혔다. 2000년 11월 TV용 튜너 생산기지인 인도네시아 법인을 설립했다. 2002년 튜너와 포토마스크, 테이프 서브스트레이트가 글로벌 1등 지위를 확보했다. 2005년 카메라모듈사업 진출 1년만에 세계 최소형 자동 초점 200만 화소 카메라모듈을 개발했다. 같은 해 폴란드 법인을 설립해 유럽 시장 공략 거점을 마련했다. 2007년 차량용 제동모터(ABS Motor)를 생산하며 차량 전장부품사업을 본격화했고 이듬해 세계 최초로 차량용 토크앵글센서를 개발함으로써 글로벌 수준의 차량전장부품 기술력을 입증했다. 2008년 7월 유가증권시장에 상장했다.
2010년에는 연매출 4조원을 돌파했으며 다우존스 지속가능경영지수 DJSI Korea에 첫 편입됐다. 2011년 모바일 기기용 카메라모듈 시장에서 세계 1위에 올랐다. 2012년 미세 패터닝 기술을 활용, 세계 최초로 커버유리 완전일체형 터치스크린 패널(G2 TSP) 양산에 성공했다. 회사 연매출은 5조원을 돌파했다. 2013년 세계 최초로 6인치 웨이퍼 UV LED를 양산했다. 또, 국내 최초로 카메라모듈에 광학식 손떨림 보정 기능이 적용된 1300만 화소 OIS 카메라모듈을 양산해 시장에서 호평 받았다. 같은 해 연매출은 6조원을 넘어섰다. 2014년 세계 최초로 희토류 프리 듀얼 클러치 변속기(DCT)용 모터를 개발해 차세대 차량 전장부품 기술력을 입증했으며, 반도체 기판사업에서 다층 코어리스기판이 세계일류 상품으로 선정됐다. 모바일 기기용 카메라모듈은 4년 연속 세계 1위 자리를 확고히 했다. 이와 함께 DJSI Korea에 5년 연속 편입됐다.
2015년 무선충전 수신모듈(Rx) 세계 1위 기술을 기반으로 스마트폰용 송신모듈(Tx)을 양산했다. 카메라모듈은 5월 말 기준 누적판매 10억 4천만개를 돌파했으며 세계 최초로 조리개값 F1.8 1600만화소 OIS 카메라모듈을 양산했다. 이 제품은 최고의 스마트폰 카메라로 평가 받고 있다.
2019년 5월 기준 시가총액은 2조 5,915억 원으로 코스피 상장기업들 중에서 96위에 해당한다.